# Pfarrverwaltungsrat
Ein Pfarrverwaltungsrat, je nach Bundesland/Bistum auch Kirchenvorstand, Kirchenausschuss oder Kirchenverwaltung genannt, ist zuständig für Vermögen, Gebäude, Grundstücke und Personal der jeweiligen römisch-katholischen Kirchengemeinde und ist das höchste Gremium oder sogar der Rechtsträger einer Pfarrei in Vermögensangelegenheiten. Für den Bereich der Seelsorge ist dagegen der Pfarrgemeinderat zuständig.

## Rechtliche Grundlagen
Das Kirchenrecht (Codex Iuris Canonici) bestimmt, dass in jeder Pfarrei ein Vermögensverwaltungsrat (Consilium a rebus oeconomicis) bestehen muss, in dem ausgewählte Gläubige dem Pfarrer (der die Pfarrei bei allen Rechtsgeschäften vertritt) bei der Verwaltung des Pfarrvermögens helfen.
Die rechtliche Ausgestaltung des Gremiums und die Reichweite seiner Zuständigkeit ist abhängig von den für das betreffende Bistum geltenden staatskirchenrechtlichen Verträgen. Für die nordrhein-westfälischen Bistümer galt bis 2024 das 1924 erlassene (Preußische) Gesetz über die Verwaltung des katholischen Kirchenvermögens in der Fassung vom 1. September 2003, in dem ein Gremium namens „Kirchenvorstand“ gefordert wird, dem der Pfarrer oder ein von der bischöflichen Behörde mit der Leitung der Gemeinde betrauter Geistlicher als Vorsitzender, die gewählten Mitglieder und auf Grund eines besonderen Rechtstitels Berechtigte oder Ernannte angehören.

## Aufgaben und Struktur
Zu den Aufgaben des Pfarrverwaltungsrates zählen die Genehmigung des jährlichen Haushaltsplanes der Pfarrgemeinde sowie Miet- und Pachtangelegenheiten. Zu seinem Zuständigkeitsbereich gehört auch die Verantwortung für Gebäude und Personal, beispielsweise das Personal der zur Pfarrgemeinde gehörenden Kindergärten.
Der Rat wird auf vier bis sechs bzw. acht Jahre direkt oder vom Pfarrgemeinderat gewählt. In manchen Diözesen ist es zudem üblich, alle drei bzw. vier Jahre jeweils die Hälfte des Gremiums neu zu wählen.
Der Pfarrer oder Pfarradministrator ist der Vorsitzende des Pfarrverwaltungsrates, wobei es ihm, falls das Staatskirchenrecht es zulässt,  vorbehalten ist, den Vorsitz des Rates abzugeben. In solch einem Falle wird der neue Vorsitzende aus dem Kirchenvorstand heraus gewählt. Der Vorsitzende wird dann auf Bitte des Pfarrers vom zuständigen Bischof für die Amtszeit berufen. Häufig unterstützt ein Kirchenpfleger, Rendant oder Verwaltungsleiter den Pfarrer/Pfarradministrator bei der Vorbereitung der Sitzungen des Pfarrverwaltungsrates und bei der Durchführung von dessen Beschlüssen.
Die beschriebenen Regelungen unterscheiden sich in den einzelnen Bistümern. So gibt es neben der achtjährigen Wahlperiode auch eine von sechs oder auch vier Jahren, beispielsweise in Nordrhein-Westfalen oder in Bayern. In manchen Diözesen wird der Kirchenvorstand bzw. die Kirchenverwaltung in Direktwahl von den Gemeindemitgliedern gewählt, in anderen Diözesen vom Pfarrgemeinderat.
In der Diözese Rottenburg-Stuttgart wird der Verwaltungsausschuss aus Mitgliedern des Kirchengemeinderates gewählt. Mitglieder kraft Amt sind der Pfarrer und der Kirchenpfleger. Es ist der einzige Ausschuss, der in jeder Kirchengemeinde gebildet werden muss.
Pfarrgemeinderat und Kirchenvorstand sind ihren Satzungen gemäß zur Zusammenarbeit und fallsweisen gegenseitigen Beteiligung verpflichtet.
In Österreich gab es keinen Pfarrverwaltungsrat. Hier übernimmt der Pfarrgemeinderat bzw. Kirchengemeinderat die Aufgaben des Pfarrverwaltungsrates. Seit 2016 erfüllt der Vermögensverwaltungsrat in der Erzdiözese Wien ähnliche Aufgaben.

## Bei öffentlich-rechtlicher Anerkennung
Bei öffentlich-rechtlicher Anerkennung der Kirche als Landeskirche, respektive als öffentlich-rechtliche Körperschaft ist die Kirche in diesen Belangen dem übergeordneten staatlichen Recht untergeordnet, woraus sich unterschiedliche Verfassungen der Rätestrukturen ergeben, je nach den für die Region geltenden staatskirchenrechtlichen Verträgen und Vorschriften. Für diese Organisation mit Kirchenpflegen (anstelle des Pfarrverwaltungsrates) siehe: Kirchengemeindeleitung #Bei öffentlich-rechtlicher Anerkennung

## Übersicht über Terminologie und Strukturen in den deutschen Diözesen
| Diözese                                                                             | Bezeichnung                                        | Vorsitz                                                                            | Wahlmodus                                                                                        | Amtszeit                                                      | Gesetzliche Grundlage |
| ----------------------------------------------------------------------------------- | -------------------------------------------------- | ---------------------------------------------------------------------------------- | ------------------------------------------------------------------------------------------------ | ------------------------------------------------------------- | --------------------- |
| Aachen, Essen, Köln, Münster (nordrh.-westf. Teil), Paderborn (nordrh.-westf. Teil) | Kirchenvorstand                                    | Pfarrer oder eine andere vom Bischof bestellte Person                              | Direktwahl                                                                                       | Vier Jahre                                                    | [ 5 ]                 |
| Augsburg, München und Freising, Bamberg, Eichstätt, Passau, Regensburg und Würzburg | Kirchenverwaltung                                  | Pfarrer, Kirchenverwaltungsvorstand                                                | Direktwahl                                                                                       | Sechs Jahre                                                   | [ 6 ]                 |
| Berlin                                                                              | Kirchenvorstand                                    | Pfarrer (Bischof kann anderes KV-Mitglied bestimmen)                               | Direktwahl                                                                                       | Acht Jahre                                                    | [ 7 ]                 |
| Dresden-Meißen                                                                      | Kirchenvorstand                                    | Pfarrer (Bischof kann im Ausnahmefall eine andere Person mit dem Vorsitz betrauen) | Direktwahl                                                                                       | Fünf Jahre                                                    | [ 8 ]                 |
| Freiburg                                                                            | Stiftungsrat                                       | Pfarrer                                                                            | Pfarrgemeinderat                                                                                 | Abhängig von der Amtszeit des PGR (fünf Jahre)                | [ 9 ]                 |
| Fulda                                                                               | Verwaltungsrat                                     | Pfarrer oder eine andere vom Bischof bestellte Person                              | Direktwahl                                                                                       | Vier Jahre                                                    | [ 10 ]                |
| Görlitz                                                                             | Kirchenvorstand                                    | Pfarrer                                                                            | Direktwahl                                                                                       | Acht Jahre                                                    | [ 11 ]                |
| Hamburg                                                                             | Kirchenvorstand                                    | Pfarrer oder eine andere vom Bischof bestellte Person                              | Direktwahl                                                                                       | Vier Jahre                                                    | [ 12 ]                |
| Hildesheim                                                                          | Kirchenvorstand                                    | Pfarrer oder eine andere vom Bischof bestellte Person                              | Direktwahl                                                                                       | Vier Jahre                                                    | [ 13 ]                |
| Limburg                                                                             | Verwaltungsrat                                     | Pfarrer oder (bei dessen Verzicht) ein vom Gremium gewähltes Mitglied              | Pfarrgemeinderat                                                                                 | Entsprechend der Amtszeit des Pfarrgemeinderates (vier Jahre) | [ 14 ]                |
| Magdeburg                                                                           | Kirchenvorstand                                    | Pfarrer oder eine andere vom Bischof bestellte Person                              | Direktwahl                                                                                       | Vier Jahre                                                    | [ 15 ]                |
| Mainz                                                                               | Verwaltungsrat                                     | Pfarrer                                                                            | Pfarrgemeinderat                                                                                 | Entsprechend der Amtszeit des Pfarrgemeinderates (vier Jahre) | [ 16 ]                |
| Münster (Oldenburgischer Teil)                                                      | Kirchenausschuss                                   | Pfarrer oder vom Bischöflichen Offizial bestimmte Person                           | Direktwahl                                                                                       | Vier Jahre                                                    | [ 17 ]                |
| Osnabrück                                                                           | Kirchenvorstand                                    | Pfarrer oder eine andere vom Bischof bestellte Person                              | Direktwahl                                                                                       | Vier Jahre                                                    | [ 18 ]                |
| Paderborn (niedersächs. Teil)                                                       | Kirchenvorstand                                    | Pfarrer oder eine andere vom Bischof bestellte Person                              | Direktwahl                                                                                       | Vier Jahre                                                    | [ 19 ]                |
| Rottenburg-Stuttgart                                                                | Kirchengemeinderat und dessen Verwaltungsausschuss | Pfarrer; dieser kann den Vorsitz delegieren bzw. abgeben                           | Kirchengemeinderat : Direktwahl; Verwaltungsausschuss: Kirchengemeinderat aus seinen Mitgliedern | Fünf Jahre                                                    | [ 20 ]                |
| Speyer                                                                              | Verwaltungsrat                                     | Pfarrer                                                                            | Direktwahl                                                                                       | Vier Jahre                                                    | [ 21 ]                |
| Trier                                                                               | Verwaltungsrat                                     | Pfarrer                                                                            | Pfarrgemeinderat                                                                                 | Acht Jahre                                                    | [ 22 ]                |